# Olethrius
Olethrius (лат. , от др.-греч. ὀλέθριος «губительный») — род жуков-усачей из подсемейства прионин. Распространены в Австралии и Океании.
Для жуков данного рода характерными являются следующие особенности внешнего строания:
- тело удлинённо-овальное, выпуклое, крупное или очень крупное;
- голова уже ширины переднеспинки;
- глаза поперечные, слабо выступающие;
- мандибулы мезально зубчатые; у самцов не на много крупнее, чем у самок;
- усики в длину не превышают половины или три-четверти длины тела;
- переднеспинка параллельная, её ширина почти совпадает с шириной надкрылий в широчайшей точке; скульптура диска переднеспинки изменчива у обоих полов;
- у самцов стороны переднеспинки в мелких зубчиках; у самок — в более густых зубчиках.